# Grypocentrus granulatus
Grypocentrus granulatus är en stekelart som beskrevs av Henry Keith Townes, Jr. och Gupta 1992. Grypocentrus granulatus ingår i släktet Grypocentrus och familjen brokparasitsteklar. Inga underarter finns listade i Catalogue of Life.